# Institut de recherche et d'action sur la fraude et le plagiat académiques
L’Institut de Recherche et d’Action sur la Fraude et le Plagiat Académiques (IRAFPA) est une association indépendante fondée en 2016 à Genève. Il s’agit d’un espace scientifique international et pluridisciplinaire voué à la promotion de l’intégrité académique et à l’élaboration de méthodologies d’expertise dans les domaines de la fraude et du plagiat. L’IRAFPA se distingue par sa vocation à former, conseiller et accompagner les établissements d’enseignement supérieur et de recherche, ainsi que les acteurs concernés par des manquements à l’intégrité. Il est intervenu à ce jour dans plus de 200 cas de médiation impliquant des personnes et des institutions, et partage régulièrement ses travaux lors de colloques, écoles d’été et publications.

## Historique
L’IRAFPA a vu le jour en juin 2016 sous l’impulsion de chercheurs internationaux mobilisés depuis le début des années 2000 autour de la lutte contre la fraude universitaire et le plagiat. L’objectif originel consistait à créer un espace de rencontre et d’échange de savoirs sur l’intégrité, tout en privilégiant la médiation plutôt que la sanction. Son manifeste, publié en ligne, insiste sur l’importance d’une approche collaborative, résolument pluridisciplinaire, et s’oppose à toute forme de violence symbolique ou intellectuelle dans le champ académique.

## Missions et activités
Au fil des ans, l’IRAFPA a formalisé une série d’objectifs conciliant la recherche théorique et la pratique de terrain. L’institut intervient d’abord comme médiateur, en menant des expertises sur des conflits liés à la fraude ou au plagiat. Il favorise aussi la diffusion d’une culture de l’intégrité à travers des formations sur mesure (conférences, ateliers, écoles d’été), la production et l’accès libre à des capsules vidéo, et la publication d’ouvrages collectifs. Cette logique de sensibilisation vise aussi bien les enseignants-chercheurs, les étudiants que les responsables administratifs ou les éditeurs scientifiques.
En matière de médiation, la méthode promue par l’IRAFPA comprend une première analyse factuelle des cas signalés, suivie de l’examen des conséquences potentielles sur la « société du savoir », étape cruciale pour déterminer la nature exacte des manquements. L’institut propose des dispositifs préventifs pour limiter les récidives et accompagne les établissements dans l’élaboration de politiques de gestion de l’intégrité, qu’il peut reconnaître au travers de certifications comme « Institution Responsable » ou « École Doctorale Responsable ». L’IRAFPA a notamment certifié le Business Science Institute en 2023 et a soutenu l’Université du Monténégro (2019) dans l’instauration de mécanismes de prévention et de médiation.

## Recherche et diffusion
Sur le plan de la recherche, l’institut développe ce qu’il nomme les « Sciences de l’Intégrité », lesquelles recouvrent un ensemble d’études sur la déontologie universitaire, les enjeux éthiques liés à la publication scientifique et les conséquences des nouvelles technologies — l’intelligence artificielle générative, par exemple — sur les pratiques académiques. Les travaux de l’IRAFPA s’inscrivent dans une démarche multidisciplinaire, faisant intervenir la philosophie, la psychologie, la sociologie, le droit, la médecine ou encore les sciences de gestion.
Parmi les réalisations marquantes, on compte l’organisation de colloques internationaux à Coimbra, au Portugal, en 2020, 2022 et 2024,. Ces rencontres, parfois tenues sous forme hybride ou en ligne, abordent des thématiques variées : urgences et frontières de l’intégrité académique, influence croissante de l’IA sur la production des savoirs, et mise en place concrète d’une culture de l’intégrité dans l’enseignement supérieur. Les actes des colloques sont disponibles en libre accès.
En parallèle, l’institut publie des ouvrages collectifs, en français et en anglais, souvent labellisés par des institutions comme la FNEGE. Ces volumes se font l’écho de recherches récentes et de retours d’expérience de terrain, et sont édités principalement chez EMS et Globethics. Citons, par exemple, L’urgence de l’intégrité académique (2021), Les nouvelles frontières de l’intégrité académique (2023) ou The New Boundaries of Academic Integrity (2024).

## Gouvernance
Le bureau de l’IRAFPA est présidé depuis la fondation par la professeure émérite Michelle Bergadaà (Université de Genève). Il co-opte des conseillers et des correspondants répartis dans divers pays, tous spécialistes de domaines liés à l’intégrité académique ou à la médiation des conflits. Les orientations stratégiques et la gestion administrative de l’association font l’objet d’une assemblée générale annuelle. L’institut dispose par ailleurs d’un comité scientifique pour l’organisation de ses colloques bilingues (en français les années paires, en anglais les années impaires), piloté par Paulo Peixoto et présidé, selon la langue, par Michelle Bergadaà ou ses homologues anglophones.

## Partenariats
L’IRAFPA collabore avec divers établissements et organisations internationales, dont l’UNESCO et le Conseil de l'Europe. Il accompagne notamment l’Université du Monténégro, le Business Science Institute ou l’Université de Pau et des pays de l'Adour (UPPA) dans la mise en œuvre de comités ou de protocoles dédiés à l’intégrité. Des accords existent également avec des partenaires techniques (éditeurs de logiciels de détection de plagiat comme Compilatio ou Turnitin) dans le cadre des réflexions menées autour de l’IA générative.